# Günter Schröter
Günter Schröter (gerufen „Moppel“; * 3. Mai 1927 in Brandenburg an der Havel; † 10. Februar 2016 in Berlin) war ein deutscher Fußballspieler. In der höchsten Spielklasse des DDR-Fußballs, der Oberliga, spielte er für die SG Dynamo Dresden und den SC Dynamo Berlin. In den Jahren 1952 bis 1962 absolvierte Schröter für die DDR-A-Nationalmannschaft 39 Länderspiele und erzielte dabei 13 Tore.

## Sportliche Laufbahn

### Beginn
Mit 10 Jahren begann Günter Schröter in der Jugend des Brandenburger Sport-Club 05 mit dem Fußballspielen im Verein. Er wurde 1944 – noch vor seinem 17. Geburtstag – zur Wehrmacht eingezogen und geriet 1945 in Kriegsgefangenschaft. In der Gefangenschaft von 1945 bis November 1948 in Polen, wo er unter Tage im Kohleabbau eingesetzt war, hatte er überhaupt keine Möglichkeit Sport zu treiben.
Nach der Rückkehr nach Brandenburg spielte er bis zum Frühjahr 1949 bei der SG Brandenburg-Nord. Ab dem 1. Mai 1949 spielte der 1,68 Meter große offensive Spieler für die SG Volkspolizei Potsdam. Beim 3:1-Erfolg am 17. Juli 1949 im FDGB-Pokal-Finale von Brandenburg gegen die ZSG Welzow erzielte er das Tor zum 3:1. In der Meisterschaft belegte er mit seiner Mannschaft hinter Textil Cottbus und ZSG Großräschen in der Landesliga den dritten Rang. In der Zonenliga errang in der Runde 1949/50 Horch Zwickau vor der SG Dresden-Friedrichstadt die erstmals ausgespielte Meisterschaft. Zur Runde 1950/51 wurde das Volkspolizei-Team als Ersatz für die SG Friedrichstadt nach Dresden transplantiert. Der äußerst trickreiche, vielseitige und schussstarke Schröter kam somit in die DS-Oberliga, die höchste Spielklasse im DDR-Fußball.

### Oberligafußball
Den Platz der aufgelösten und später ausgewanderten SG Friedrichstadt Dresden nahm zur Runde 1950/51 in der DS-Oberliga ein neues, mit großer Sorgfalt zusammengestelltes Volkspolizei-Team, mit dem wesentlichen Bestandteil VP Potsdam, ein. Die Beliebtheit der Helmut-Schön-Truppe, des Nachfolgers des Dresdner SC in der Sachsen-Metropole, dokumentiert sich alleine durch den konkurrenzlosen Zuschauerschnitt von 28.230 gegenüber dem Liga-Schnitt von 10.100 in der Saison 1949/50. Aber auch die „heimische“ Rotation Dresden, die Micktener Zeitungsleute, machte den „fremden“ Volkspolizisten in Dresden Konkurrenz. Sportlich war das Ergebnis mit dem erreichten fünften Platz der VP zufriedenstellend. Günter Schröter kam mit 32 Toren auf den zweiten Rang der Torschützenliste und wurde auch als Rechtsaußen in das Allstarteam der Runde 1950/51 aufgenommen. Bei der Zuschauer-Resonanz konnte keiner der beiden Dresdner Fußballmannschaften in die Fußstapfen der Friedrichstadter treten. Mit 14.175 Zuschauern kam die Mannschaft um Günter Schröter, der 33 von 34 möglichen Spielen bestritten hatte, auf den vierten Rang in den Heimspielen. Schröter erwarb durch sein trickreiches, technisch geprägtes Spiel mit Torjägerqualitäten auf Anhieb Sympathien in „Elbflorenz“. Nach einem Jahr Oberliga war er der beste Rechtsaußen der DDR. Die Entwicklung der Mannen um den glänzenden Torhüter Heinz Klemm, den Kapitän und überragenden Abwehrspieler Herbert Schoen und den herausragenden Angriffsspielern Günter Schröter, Rudolf Möbius, Gerhard Hänsicke und Johannes Matzen setzte sich 1951/52 aber erfolgreich fort. In der Liga reichte es zur Vizemeisterschaft hinter Turbine Halle und am 14. September 1952 gewann man mit 3:0 Toren gegen das Tabellenschlusslicht Einheit Pankow den DDR-Pokal.
Im dritten Jahr in Dresden gelang den, am 1. April 1953 in Dynamo Dresden umbenannten Volkspolizisten, der Gewinn der DDR-Meisterschaft. Nach Punktgleichheit von 38:26 Punkten mit Wismut Aue brachte das Entscheidungsspiel am 5. Juli 1953 in Berlin mit einem 3:2-Erfolg nach Verlängerung die Entscheidung für das Team um Günter Schröter. Dieser hatte in der 88. Spielminute den 2:2-Ausgleich besorgt und damit die Mannen um Willy Tröger in die Verlängerung geschickt. Günter Schröter hatte alle 32 Spiele in der Oberligarunde bestritten und dabei 15 Tore erzielt. Als Titelverteidiger reichte es in der Runde 1953/54 hinter dem Meister Turbine Erfurt und dem Vizemeister Chemie Leipzig zu Platz drei.
Die Saison 1954/55 stand im Zeichen gravierender Umwälzungen im DDR-Fußball. Die von der DDR-Sportführung diktierten Sportklubbildungen erfolgten in der Regel gegen den Willen der Spieler und Gemeinschaften. In der Oberliga wurden neun der 14 Gemeinschaften während der Saison 1954/55 in Sportclubs umprofiliert. Empor Lauter, die Mannschaft aus dem kleinen erzgebirgische Ort Lauter bei Aue, wurde an die Ostsee verpflanzt, im November 1954 lief sie unter dem Namen SC Empor Rostock auf. Es wurden große Trägerbetriebe ausgesucht, in denen die Klubfußballer einen Arbeitsvertrag erhielten, auch ihr entsprechendes Gehalt bekamen, aber ihre Tätigkeit in der Regel nicht ausüben konnten, da sie vormittags und nachmittags trainieren mussten.
Demoralisierend wirkten sich die Klubbildungen auf die Spieler der restlichen fünf Oberliga-Mannschaften sowie auf die Gemeinschaften der nachfolgenden Spielklassen aus. Die Sportklubs konnten sich zu jeder Zeit aus ihnen nehmen, was sie wollten. Die „Nicht“-Klubs waren diesem Treiben nahezu schutzlos ausgesetzt. Dynamo Dresden wurde im November 1954 in SC Dynamo Berlin umbenannt und in den Friedrich-Ludwig-Jahn-Sportpark nach Berlin delegiert. Sportlich zahlte sich das für den Meister des Jahres 1953 nicht aus. Der SC Dynamo Berlin kam mit 26:26 Punkten im Mittelfeld der Tabelle auf Platz sieben ein. Beim Zuspruch der Fans kam es für Günter Schröter und seine Kameraden ganz hart. Mit einem Schnitt von 9653 war die gewohnte Unterstützung aus Dresdner Zeiten nicht vergleichbar. Nach dem geglückten Start mit 8:0 Punkten war es mit der Umsiedlung nach Berlin aber bald mit der guten Form vorbei. Im Januar 1955 kam man auf eine Ausbeute von 0:10 Punkten und stellte damit einen Negativrekord auf.
Der fehlende traditionelle Effekt und dass der SC Dynamo Berlin quasi die Betriebsmannschaft der Staatssicherheit geworden war, führten mit zu diesem sportlichen Dilemma. In der Übergangsrunde 1955 wurde der DDR-Fußball technisch-organisatorisch nach sowjetischem Vorbild vom Herbst/Frühjahr-Rhythmus auf das Kalenderjahr umgestellt. In dieser Runde nahmen die Ostberliner Fans die Dynamos mit dem schlechtesten Zuschauerschnitt noch weniger an, und das bei 10:2 Punkten und 22:7 Toren in den Heimspielen. Schröter erzielte in den 13 Spielen der Übergangsrunde elf Treffer. Die Dynamo-Elf lebte von den Ideen, Spielkünsten und Toren ihres überragenden Spielers Günter Schröter.
Im Jahre 1956 half auch die Klasse des Halbstürmers Schröter nicht, der SC Dynamo stieg aus der Oberliga ab. Mit 5:21 Punkten hatte man die schlechteste Auswärtsbilanz und mit 7308 Zuschauern den geringsten Zuspruch bei den Heimspielen. Trotzdem wurde die Abstiegsentscheidung am „grünen Tisch“ herbeigeführt. Am letzten Spieltag entschied sich im Treffen SC Dynamo Berlin gegen SC Motor Karl-Marx-Stadt, wer als zweiter Absteiger neben Empor Rostock die Oberliga verlassen müsse. Das mit 2:1 Toren gewonnene Abstiegsduell wurde wegen der unberechtigten Mitwirkung des Spielers Dieter Legler nachträglich den Sachsen zugesprochen und der SC Dynamo musste absteigen. Schröter hatte 25 Spiele bestritten und acht Tore erzielt.
In der DDR-Liga im Jahre 1957 führte Regisseur Schröter seine Mannschaft zur Meisterschaft und damit zum sofortigen Wiederaufstieg. Vizemeister und Mitaufsteiger wurde der SC Empor Rostock. Die Verbundenheit der Fans mit dem Verein dokumentiert sich durch die Zuschauerzahlen der Runde. Der Vizemeister Rostock kam in den Heimspielen auf den Schnitt von 13.769 und der Tabellendritte, SC Aufbau Magdeburg, auf 10.000 Zuschauer. Der Meister und Aufsteiger SC Dynamo Berlin musste sich im Schnitt mit 3358 Fans in den Heimspielen begnügen. Negativrekord waren die 150 Unentwegten am 1. Dezember 1957 beim 3:2-Heimsieg gegen Chemie Zeitz im Walter-Ulbricht-Stadion in Berlin. Kapitän Günter Schröter belegte mit dem Aufsteiger in der Runde 1958 den sechsten Platz, die Meisterschaft gewann ZASK Vorwärts Berlin. Wiederum belegte das Team der Dynamos bei der Zuschauer-Resonanz den letzten Platz der Tabelle: Lediglich 4985 wollten im Schnitt ihre Heimspiele verfolgen. Der neue Meister ZASK kam immerhin auf 12.385 Zuschauer. Mit einer Heimbilanz von 22:4 Punkten – bei einem Zuschauerschnitt von 5731 – belegte das Team um Kapitän Günter Schröter in der Saison 1959 den dritten Rang. Schröter hatte alle 26 Pflichtspiele absolviert und 13 Tore erzielt. Am 10. Mai 1959 erzielte er beim 5:0-Heimsieg gegen SC Lokomotive Leipzig alle fünf Tore. Im DDR-Cup 1959 (FDGB-Pokal) gelang im Wiederholungsspiel am 13. Dezember 1959 im Bruno-Plache-Stadion in Leipzig gegen den Meister SC Wismut Karl-Marx-Stadt mit einem 3:2-Erfolg der Pokalgewinn.
In der Saison 1960 kam Kapitän Schröter mit seinem Team in der Oberliga auf den zweiten Platz. Er hatte alle 26 Pflichtspiele bestritten und dabei 11 Tore erzielt. An seiner Seite profilierte sich in dieser Runde der junge Stürmer Emil Poklitar, dem in 19 Einsätzen 14 Tore gelangen. Poklitar spielte dann Mitte der 60er Jahre beim Freiburger FC und dem 1. FC Saarbrücken in der Regionalliga Süd.
Bei der Zuschauerresonanz das gleiche Bild: Mit 4469 durchschnittlichen Besuchern landeten die Dynamos auf dem 13. Rang der Wertung. Günter Schröter bestätigte sich erneut als überragender Spielgestalter. Das Fußballvolk respektierte zumindest teilweise die fußballerischen Leistungen der beiden Berliner Oberliga-Teams. Doch viele Sympathien wurden weder der Armee-Mannschaft und gleich gar nicht der „Betriebsmannschaft der Stasi“ entgegengebracht.
Am 10. Juni 1962 – bezeichnenderweise für die Sportstrategen des DDR-Fußballs fanden an diesem Tage die Viertelfinalspiele der Fußball-Weltmeisterschaft 1962 in Chile statt – stand Günter Schröter nochmals in einem Pokalendspiel. Pokalsieger wurde aber SC Chemie Halle mit einem 3:1-Erfolg. Mit 36 Jahren absolvierte er in der Runde 1962/63 nochmals 25 Spiele in der Oberliga und erzielte zwölf Tore. Nach der Saison beendete er seine Spielerkarriere. Sein letztes Oberligaspiel war die Begegnung am 28. April 1963 beim Spiel in Magdeburg. Statistisch wird Günter Schröter mit 335 Oberligaspielen und 154 Oberligatoren geführt. Aus der Saison 1957 kommen noch seine 26 Spiele und 16 Tore in der 1. Liga hinzu.

### Auswahleinsätze
An die Meisterschaftserfolge konnte Günter Schröter, der sich vom Außenstürmer zum Spielmacher in der Halbstürmerposition entwickelt hatte, in der DDR-A-Nationalmannschaft nicht anknüpfen. Die Ursachen waren vielfältig. Die Direktiven und Eingriffe der Sportpolitologen in die Leitungsstruktur, die Kaderzusammensetzung, den Ligabetrieb und den Trainingsablauf waren in den Anfangsjahren der Nationalmannschaft zumeist der sportlichen Aufwärtsentwicklung nicht dienlich. Die Bekämpfung der gewachsenen Tradition mit allen Mitteln, war dabei eine der folgenschwersten Fehlentwicklungen. Die Aus- und Abwahl der Nationaltrainer trug auch einen Teil zum Nichterfolg der Nationalmannschaft bei. Von Willi Oelgardt (1952–53) ausgehend, über Hans Siegert (1954), János Gyarmati (1955–57), Fritz Gödicke (1958–60) und Heinz Krügel (1960–61) bis hin zu Károly Sós (1961–67) erlebte Günter Schröter in zehn Jahren Nationalmannschaft sechs Auswahltrainer. Von einem kontinuierlichen Aufbau konnte da keine Rede sein. Persönlich soll Schröter viel auf die Arbeitsweise der ungarischen Trainer Gyarmati und Sós gehalten haben.
Beim ersten Länderspiel am 21. September 1952 in Warschau gegen Polen debütierte Schröter auf Halbrechts in der Nationalmannschaft. Es gab eine ernüchternde 0:3-Niederlage. Drei Jahre später erlebte er als Spielführer den ersten Sieg der Auswahl beim 3:2-Erfolg in Bukarest gegen Rumänien. Bei drei erfolglosen Qualifikationsteilnahmen für Welt- und Europameisterschaften wirkte er ebenfalls mit. Die Qualifikation zu den Weltmeisterschaften 1958 in Schweden und 1962 in Chile sowie die zur Europameisterschaft 1960 waren nicht von Erfolg gekrönt. Sein letztes Länderspiel bestritt Schröter, der noch in der ersten Dekade der Oberliga-Saison 1962/6 der überragende Angriffsspieler war, am 18. November 1962 in Berlin beim 2:1-Heimsieg gegen den Vizeweltmeister Tschechoslowakei. Nochmals bestimmte er Rhythmus und Spielkultur der Nationalmannschaft. Auf der linken Halbstürmerposition – zwischen Peter und Roland Ducke – agierte er bei seinem 39. Länderspiel.
Bei der innerdeutschen Ausscheidung für die Qualifikation zum olympischen Fußballturnier 1960 trat Schröter in der Olympiaelf des DFV 1959 in zwei Partien gegen die Auswahl des DFB an. Die Ostdeutschen, bei denen Schröter den einzigen Treffer erzielte, unterlagen der bundesdeutschen Amateurmannschaft in der Gesamtabrechnung mit 1:4. Aufgrund seiner Starrolle wurde der Dynamo-Angreifer nur einmal – im Mai 1953 bei der Premier dieser Auswahl gegen Polen (3:0) – in der DDR-B-Nationalelf eingesetzt.

### Erfolge
- DDR-Meister 1952/53 mit Dynamo Dresden
- DDR-Vizemeister 1951/52, 1959/60
- DDR-Pokalsieger 1952 mit VP Dresden und 1959 mit SC Dynamo Berlin
- DDR-Pokalfinalist 1962
- Staffelsieger der 1. DDR-Liga 1957
- FDGB-Pokalsieger in Brandenburg 1949 mit VP Potsdam

## Trainerlaufbahn
Nach seiner aktiven Laufbahn verblieb Schröter als Trainer in der Sportvereinigung Dynamo. Beim SC Dynamo sowie dessen Nachfolger BFC Dynamo wirkte er dabei ab Mitte der 1960er-Jahre bis zur Wiedervereinigung.

### Stationen als Trainer, 1963–90
- 1963–1965: Oberligaassistenztrainer beim SC Dynamo Berlin
- 1965–1968: Schülertrainer beim SC/BFC Dynamo
- 1969–1972: Oberligaassistenztrainer beim BFC Dynamo
- 1972–1981: Ligaassistenztrainer beim BFC Dynamo
- 1981–1990: Jugendtrainer beim BFC Dynamo

## Auszeichnungen
Ende Januar 1954 nahm Schröter in Leipzig vom Stellvertreter des Ministerpräsidenten der DDR, Walter Ulbricht, die staatliche Auszeichnung Meister des Sports entgegen und war somit einer von neun Fußballspielern, die an jenem Tag diese Ehrung erhielten.

## Trivia
Nach eigener Aussage wäre er so zu seinem Spitznamen „Moppel“ gekommen: „Da ich sehr klein gewachsen war und mich mit dem Ball sehr viel beschäftigt habe, sagte man, der ‚moppelt‘ zu viel mit dem Ball herum. Daher der Name ‚Moppel‘.“
Schröter hatte im Jahr 1962 in der Deutschen Volkspolizei den Dienstgrad eines Hauptmanns der VP inne.